# Liste der brasilianischen Botschafter in Ungarn
Liste der brasilianischen Botschafter in Ungarn. Die Botschaft befindet sich der Szabadság tér 7 Budapest.

## Geschichte
1873 eröffnete das Kaiserreich Brasilien ein Konsulat in Budapest in Österreich-Ungarn.

## Missionschefs
| Ernannt       | Name                                     | Bemerkungen                   | Mensagem Senado Federal | im Senat des Nationalkongress vorgestellt am | ernannt von                      | akkreditiert bei | Posten verlassen |
| ------------- | ---------------------------------------- | ----------------------------- | ----------------------- | -------------------------------------------- | -------------------------------- | ---------------- | ---------------- |
| 12. Juli 1929 | Pedro de Moraes Barros                   |                               |                         |                                              | Washington Luís Pereira de Sousa | Miklós Horthy    | 19. Aug. 1934    |
| 20. Mai 1934  | Carlos Alberto Muniz Gordilho            |                               |                         |                                              | Getúlio Vargas                   | Miklós Horthy    | 14. Nov. 1934    |
| 15. Nov. 1934 |                                          | ohne diplomatische Vertretung |                         |                                              | Getúlio Vargas                   | Miklós Horthy    | 22. Apr. 1938    |
| 23. Apr. 1938 | Samuel de Sousa Leão Gracie              |                               |                         |                                              | Getúlio Vargas                   | Miklós Horthy    | 28. März 1939    |
| 23. März 1939 | Joäo Carvalho de Moraes                  | Geschäftsträger               |                         |                                              | Getúlio Vargas                   | Miklós Horthy    | 17. Apr. 1939    |
| 17. Apr. 1939 | Octavio Fialho                           |                               |                         |                                              | Getúlio Vargas                   | Miklós Horthy    | 31. Dez. 1940    |
| 3. Mai 1942   |                                          | ohne diplomatische Vertretung |                         |                                              | Getúlio Vargas                   | Miklós Horthy    | 2. Feb. 1962     |
| 1962          | Manuel Maria Fernandez Alcazar           |                               |                         |                                              | João Goulart                     | István Dobi      |                  |
| 19. Apr. 1962 | Manuel Antônio Maria de Pimentel Brandão |                               |                         |                                              | João Goulart                     | István Dobi      | 1. Aug. 1965     |
| 8. Sep. 1965  | Aloysio Ribeiro Vieira                   |                               |                         |                                              | Humberto Castelo Branco          | István Dobi      | 16. Feb. 1969    |
| 1969          | Milton Faria Guilherme Parreiras Horta   | Geschäftsträger               |                         |                                              | Emílio Garrastazu Médici         | Pál Losonczi     |                  |
| 1. Juli 1969  | Jorge de Sá Almeida                      |                               |                         |                                              | Emílio Garrastazu Médici         | Pál Losonczi     | 20. Apr. 1973    |
| 1. Jan. 1975  | Mário Vieira de Mello                    |                               |                         |                                              | Ernesto Geisel                   | Pál Losonczi     | 31. Dez. 1975    |
| 1978          | Francisco de Assis Grieco                |                               |                         |                                              | Ernesto Geisel                   | Pál Losonczi     | 1984             |
| 6. Okt. 1988  | Ivan Velloso da Silveira Batalha         |                               | MSF 178/1988            |                                              | José Sarney                      | Brúnó Straub     |                  |
| 4. Apr. 1995  | André Guimarães                          |                               | MSF 69 de 1995          | 29. März 1995                                | Fernando Henrique Cardoso        | Árpád Göncz      |                  |
| 25. Sep. 1997 | Luciano Ozório Rosa                      |                               | MSF 129 de 1997         | 13. Aug. 1997                                | Fernando Henrique Cardoso        | Árpád Göncz      |                  |
| 12. Dez. 2002 | Roberto Soares de Oliveira               |                               | MSF 283 de 2002         | 4. Dez. 2002                                 | Fernando Henrique Cardoso        | Ferenc Mádl      |                  |
| 23. Dez. 2005 | José Augusto Lindgren Alves              |                               | MSF 273 de 2005         | 14. Dez. 2005                                | Luiz Inácio Lula da Silva        | László Sólyom    |                  |
| 28. Dez. 2007 | Gilberto Vergne Sabóia                   |                               | MSF 216 de 2007         | 11. Dez. 2007                                | Luiz Inácio Lula da Silva        | László Sólyom    |                  |
| 17. Feb. 2011 | Sérgio Eduardo Moreira Lima              |                               | MSF 308 de 2010         | 8. Feb. 2011                                 | Dilma Rousseff                   | Pál Schmitt      |                  |
| 9. Apr. 2013  | Valter Pecly Moreira                     | (* 1948 in Rio de Janeiro)    | MSF 7 de 2013           | 3. Apr. 2013                                 | Dilma Rousseff                   | János Áder       |                  |